# Свети Спас (Велико Търново)
Вижте пояснителната страница за други значения на Свети Спас.
Възнесение Господне или „Свети Спас“ е бивша източноправославна църква във Велико Търново.
Храмът е разположен на скалата на Халваджи баир, в близост до музей „Възраждане и Учредително събрание“ (стария турски конак) в старата част на града, където в миналото са били къщите на търговците и занаятчиите. Днес тя стои между сградите на Регионалния исторически музей и Старопрестолната гимназия по икономика в града.

## История
През 1859 г. Уста Кольо Фичето започва строежа ѝ и го завършва през 1862 г. Църквата „Свети Спас“ е била трикорабна базилика с размери 27,80/12,20, като под нея има гробница с вход откъм южното лице. Зидана е с ломен камък, отвън е била измазана с оранжево-червена варова мазилка, а камъните са фугирани с варов разтвор. Източното и западното лице са опасани от главния дъгов корниз, който представлява двойна фичевска кобилица. Интересни са още каменните полуколонки, вградени на четирите фасади.
Иконостасът е дело на Антон Станишев.
Много по-късно на северната и южната фасада били вградени няколко мраморни надгробни плочи с гръцки надписи, взети от гробищата на старата църква, намираща се на същото място. Едната от плочите е поставена от д-р Никола Пиколо, взета от гробовете на родителите му. При земетресението от 1913 г. горната част на църквата била разрушена. Иконите ѝ се съхраняват във фондовете на Историческия музей.
Върху стърчащите ѝ външни зидове е поставен дървен покрив. Отвътре е измазана и е приспособена в салон за сказки и събрания.
През 50-те години на 20 век. е използвана като боксов салон, в който по-късно се провеждат събрания на Отечествения фронт (ОФ), а след това е архив на тогавашната милиция.
В края на 70-те сградата вече е изоставена. През 1984 г. започва изпълнението на проект на Националния институт за недвижимо културно наследство (НИНКН) за проучване, реставрация и консервация, покрива ѝ бива съборен, а около нея започват разкопки. Проучванията така и не продължават след 1989 г. поради липсата на финансиране.
В наши дни от нея са останали само руини.